# Walter Henry Snell
Pour les articles homonymes, voir Snell.
Walter Henry Snell, né le 19 mai 1889 à West Bridgewater dans le Massachusetts et mort le 23 juillet 1980 à Providence dans le Rhode Island, est un joueur de baseball et un mycologue américain.
Durant sa brève carrière sportive professionnelle qu'il doit interrompre à cause d'une blessure, il est notamment receveur dans l'équipe des Red Sox de Boston pendant la saison 1913. Diplômé, puis professeur de botanique à l'Université Brown de Providence, il se spécialise en mycologie et publie un nombre important de travaux sur la famille des Boletaceae.